# Buczkowice
Buczkowice [but͡ʂkɔˈvit͡sɛ] é uma aldeia no condado de Bielsko, na voivodia da Silésia, no sul da Polônia. É a sede da comuna (distrito administrativo) de Buczkowice. Fica a aproximadamente 12 quilômetros (7 mi) ao sul de Bielsko-Biała e 59 quilômetros (37 mi) ao sul da capital regional Katowice, com uma população de 4.102 habitantes.